# Kiến An Cung

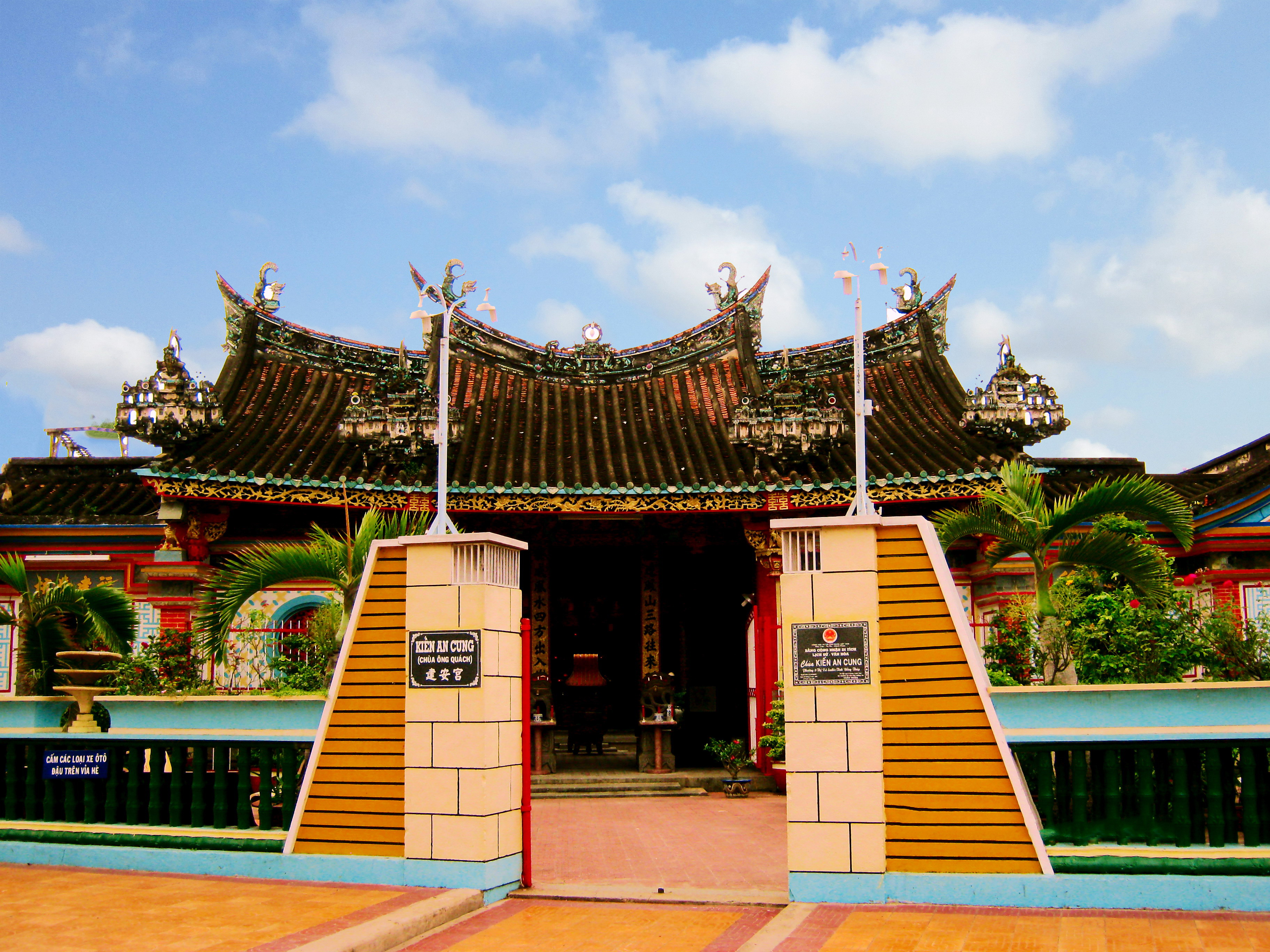
Kiến An Cung

Kiến An Cung, tục gọi là chùa ông Quách, là một ngôi đền tọa lạc tại trung tâm thành phố Sa Đéc, đối diện với con rạch Cái Sơn. Đền được xây từ năm 1924 đến năm 1927 bởi những người Hoa từ Phúc Kiến.

## Kiến trúc
Chùa mang đậm nét kiến trúc Trung Quốc, với tổng thể là hình chữ Công (工) gồm ba gian: Đông lang, Tây lang và khu chính điện thì rộng hơn. Mái ngói gồm 3 lớp, mặt trên ngói, giữa gạch, dưới là ngói. Ngói được lợp theo gợn sóng rồng, trải nền cho những ngọn sóng cong vút lên cao, tạo mái ngói theo kiểu "ngũ hành". Mỗi đầu ngọn sóng là một cung điện thu nhỏ, bao gồm có 6 cung điện. Toàn bộ chùa không có kèo, chỉ có đòn tay ráp mộng lại chịu lực trên những cột gỗ tròn. Trên những bức tường của chùa là những hình ảnh trong Tây du ký, Tam Quốc Diễn Nghĩa,... Phía cổng vào là hai con Kì Lân bằng đá xanh rất lớn, phía trên là tấm hoành phi sơn son thếp vàng lộng lẫy.
Tại chính giữa chánh điện là gian thờ đức Quảng Trạch Tôn Vương, tượng ông được đúc bằng đồng đỏ với gương mặt phúc hậu, tay cầm đai ngọc, bên cạnh là hai vị thần khác. Phía tay phải của ông là nơi thờ đức Thanh Thủy Tổ Sư, bên trái là Bảo Sanh Đại Đế. Còn hai gian ngoài tức Đông Lang và Tây Lang là nơi thờ một số vị thần khác như Quan Thánh Đế Quân...Phía trên các khánh thờ có một hoành phi đề bốn chữ Hán "Phú bảo an đông". Hai bên cột có đôi liễn:
Đông thôn chúc thánh đức thành cung hách trạc thạnh trùng tu
Phú Mĩ tạ thần án, khánh hạ nguy nga hưng miếu tự

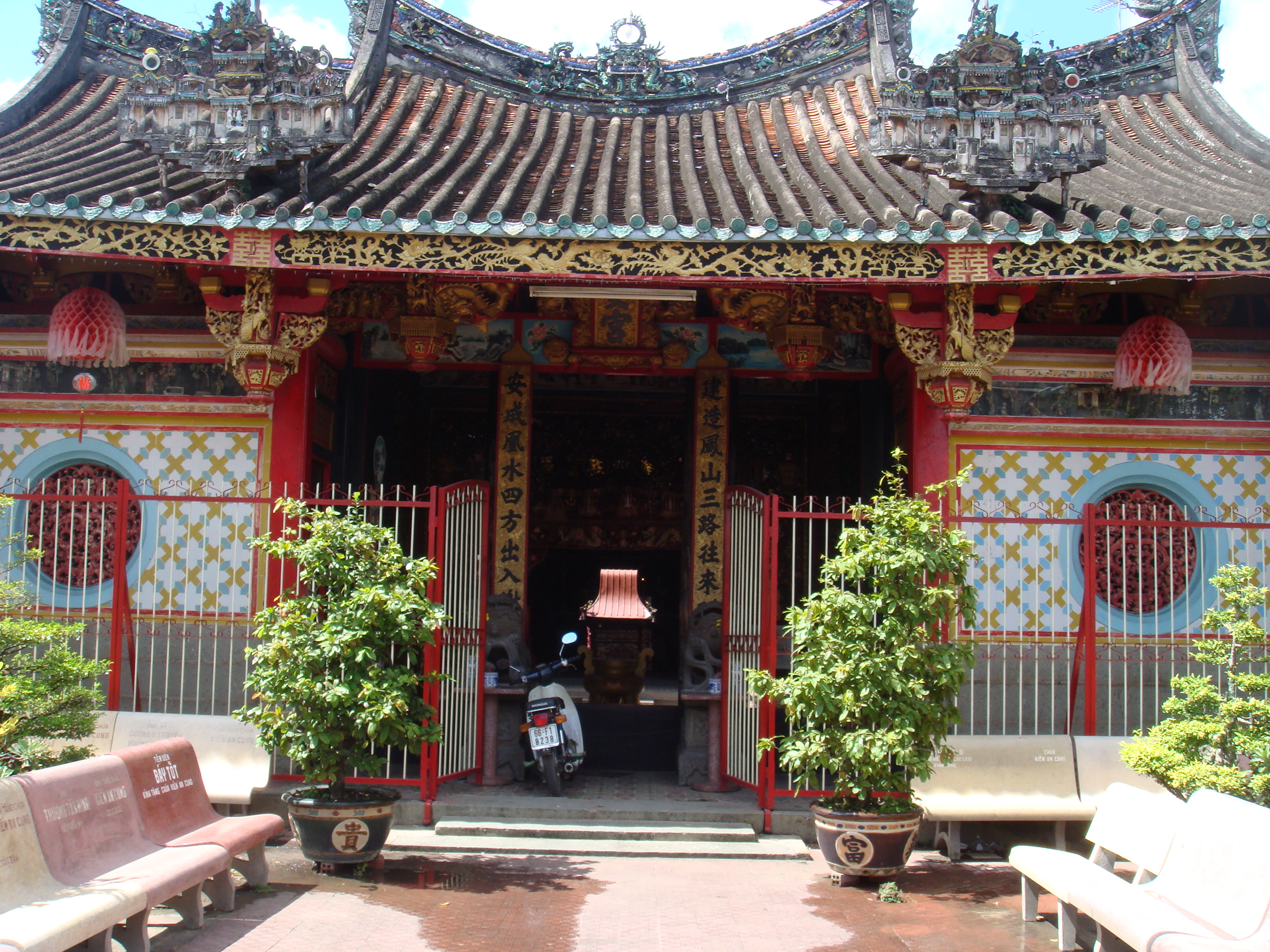
Mặt tiền Kiến An Cung

Từ khi xây dựng đến nay, chùa đã được trùng tu ba lần nhưng vẫn nằm tại vị trí cũ. Mỗi năm chùa có hai lễ hội lớn vào ngày 22-2 Âm lịch và 22-8 Âm lịch đón tiếp nhiều khách thập phương.

Với lối kiến trúc mang đậm phong cách Trung Hoa, với một nền văn hóa truyền thống đặc sắc, Kiến An Cung đã được Bộ Văn hóa Thông tin công nhận là di tích lịch sử - văn hóa cấp quốc gia vào ngày 27-4-1990.

## Ảnh

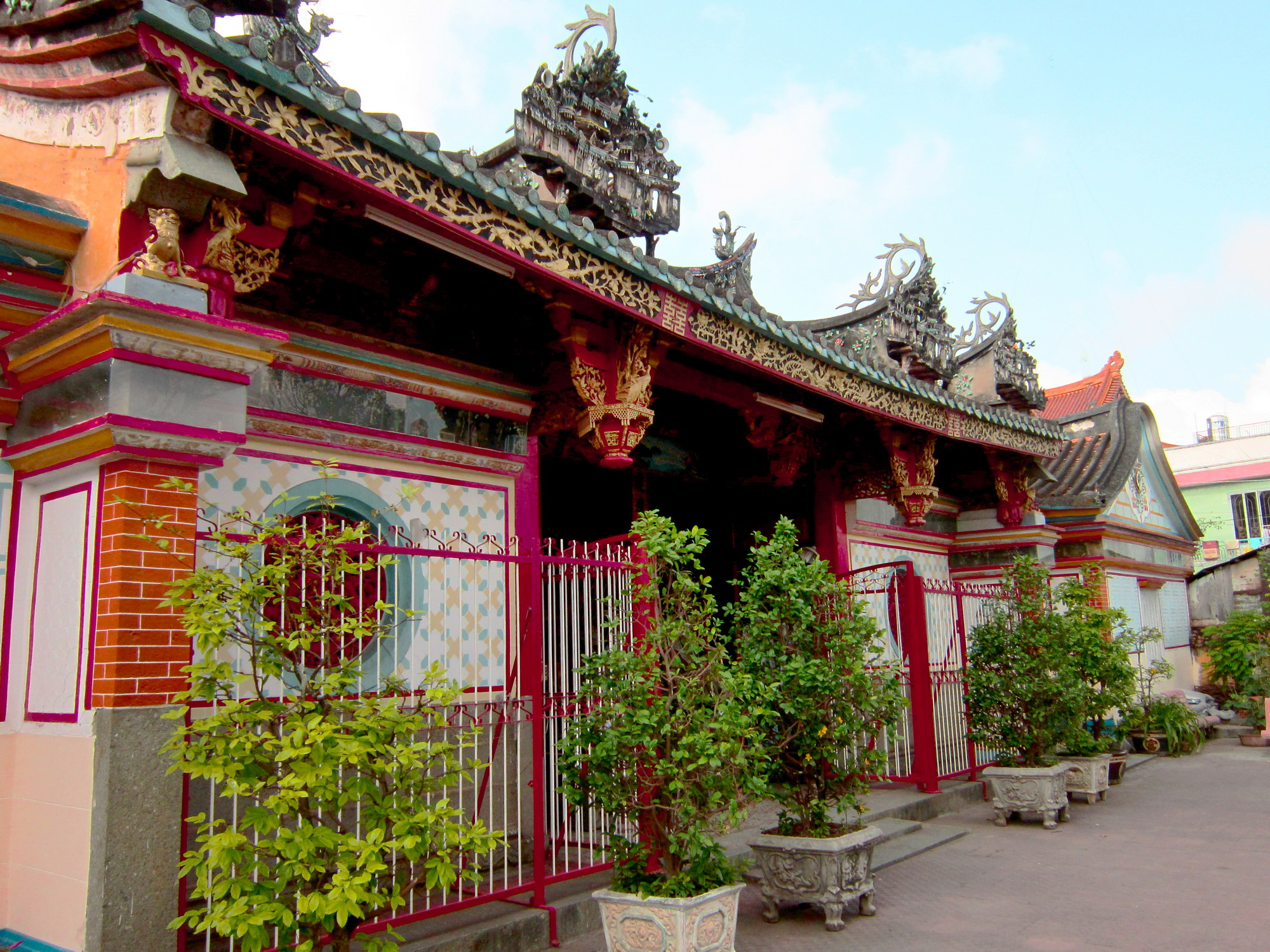
Kiến An Cung.
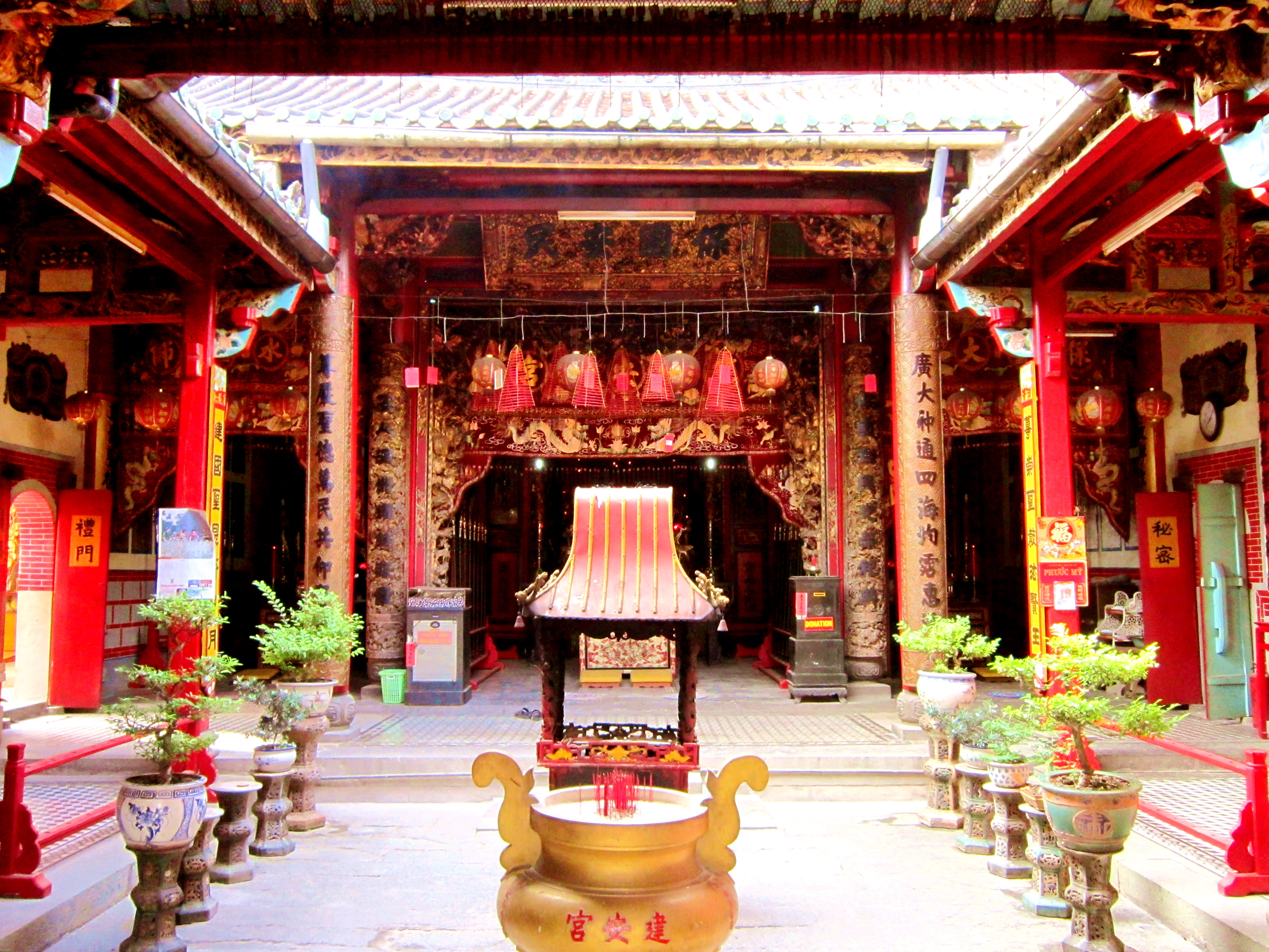
Nội thất Kiến An Cung.
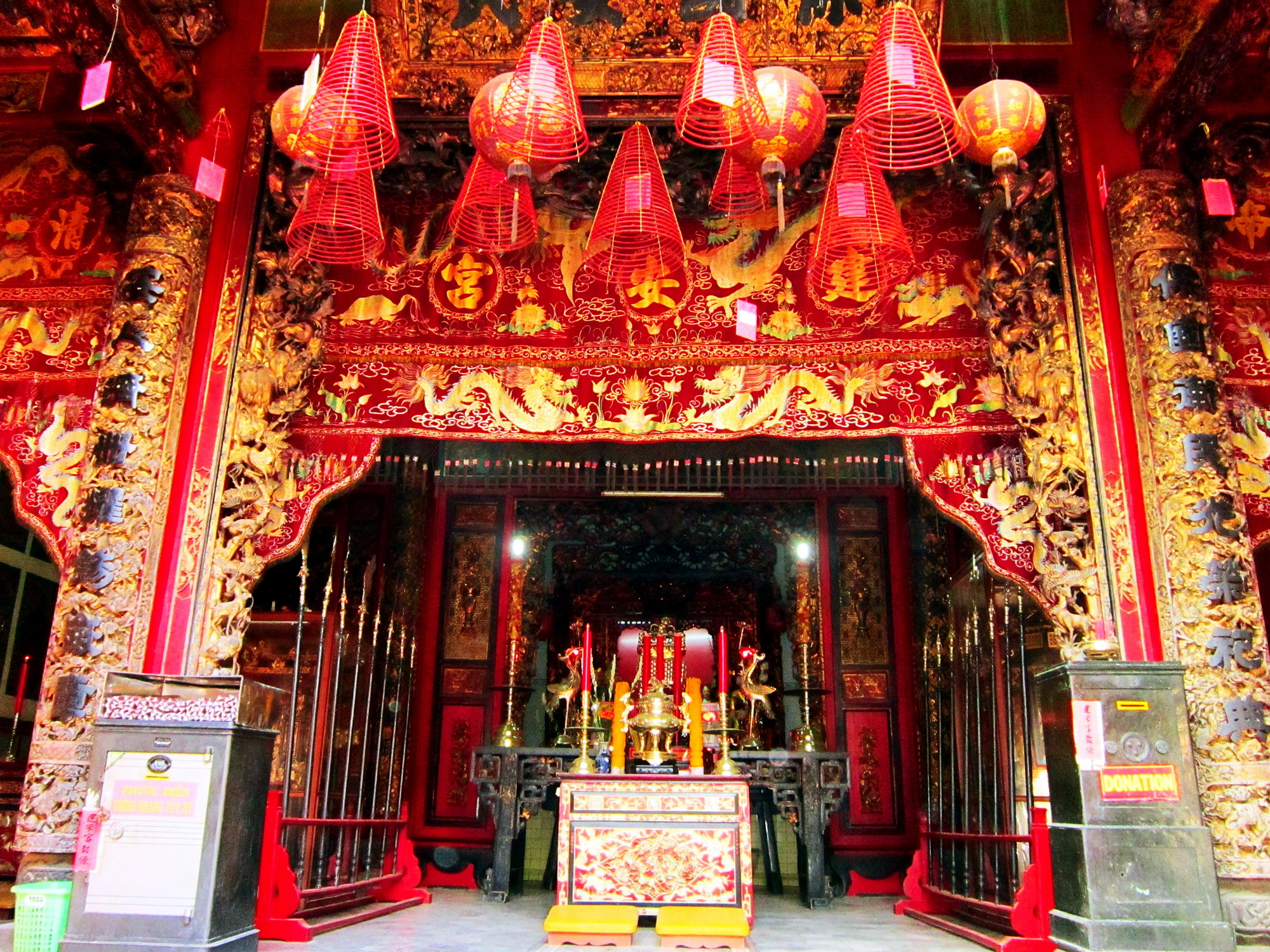
Gian thờ Quảng Trạch Tôn Vương.
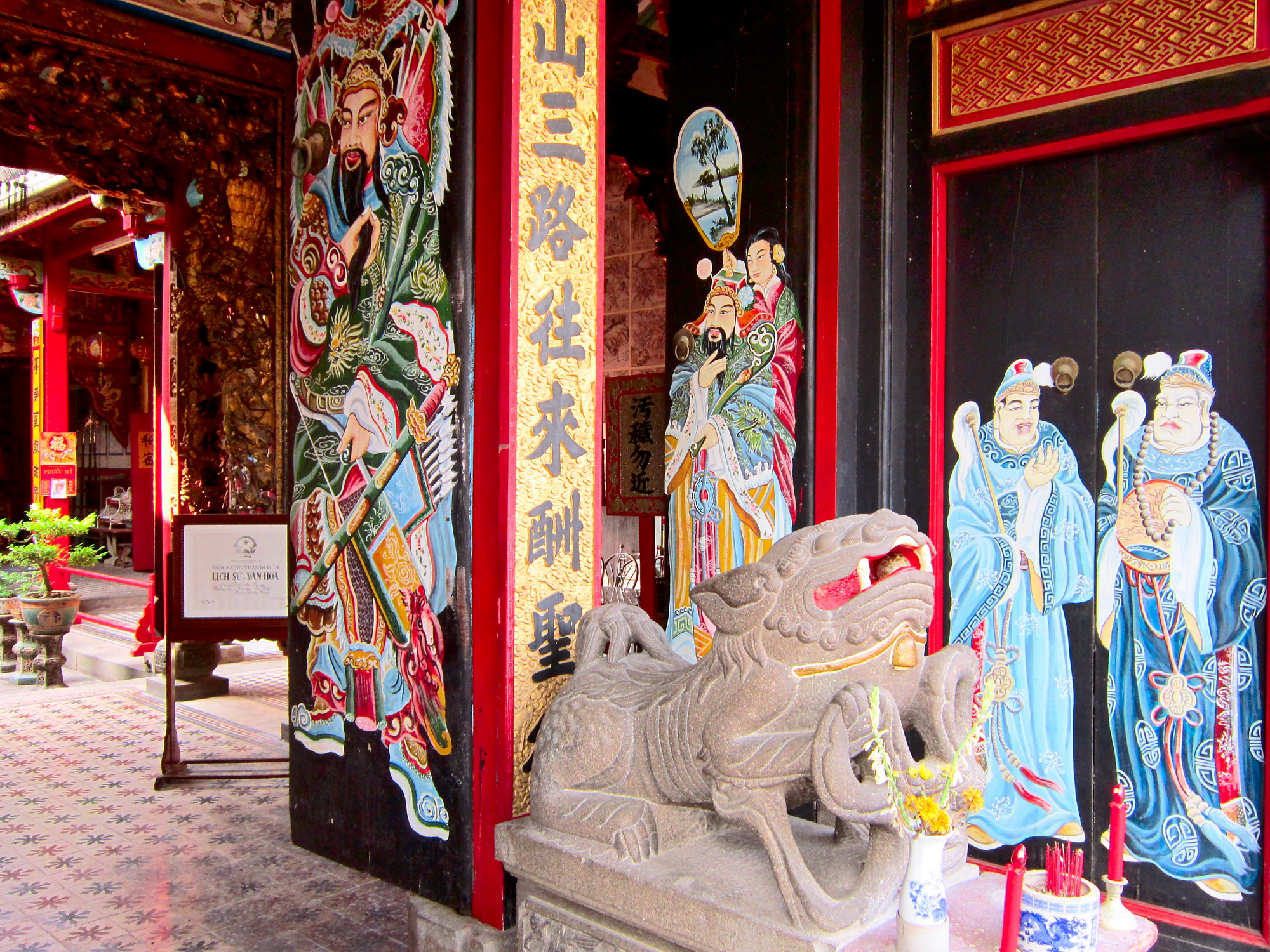
Một góc Kiến An Cung.
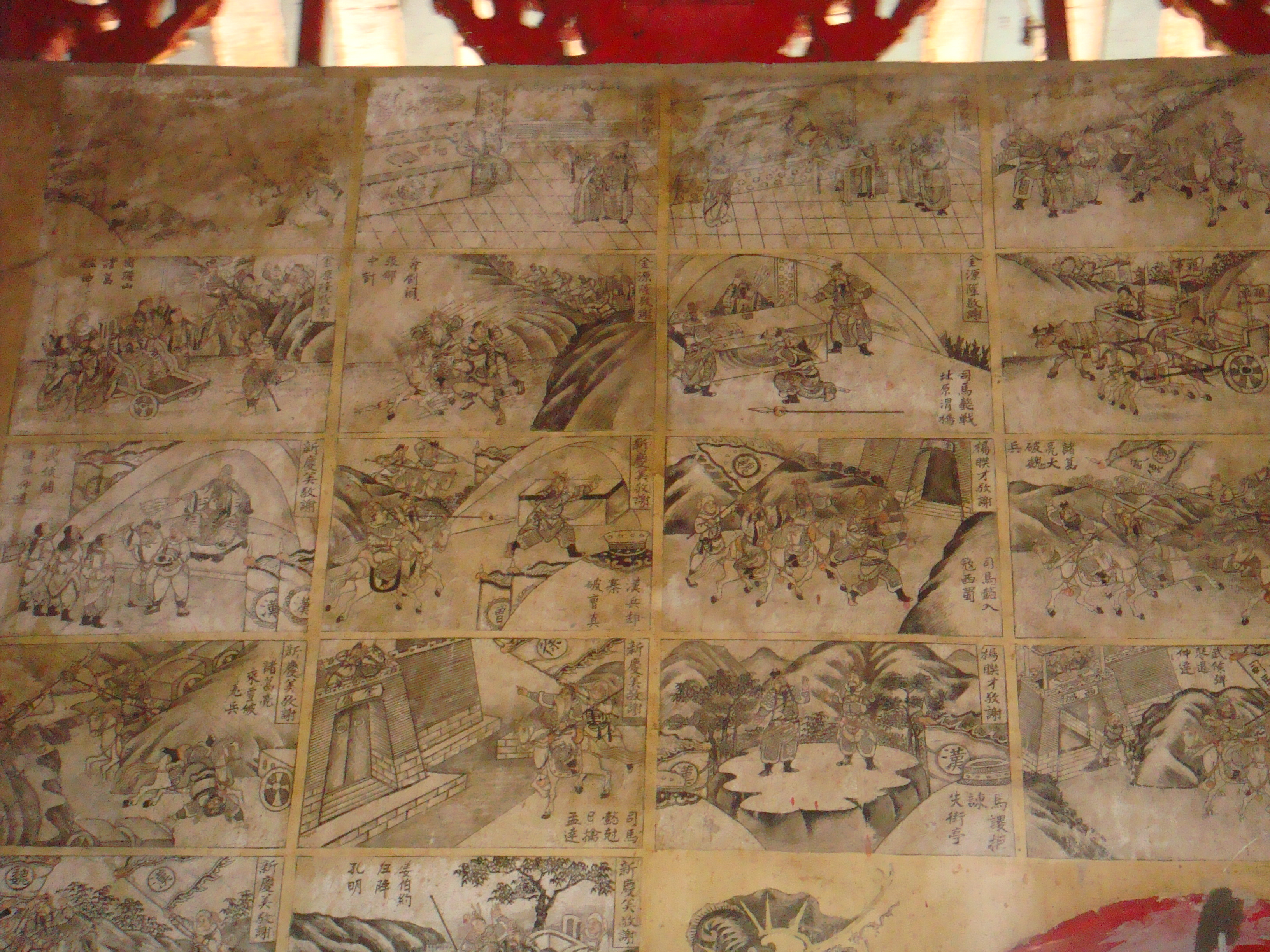
Các bức vẽ ở Kiến An Cung.